# Amherst Junction
Amherst Junction es una villa ubicada en el condado de Portage en el estado estadounidense de Wisconsin. En el Censo de 2010 tenía una población de 377 habitantes y una densidad poblacional de 118,73 personas por km².

## Geografía
Amherst Junction se encuentra ubicada en las coordenadas 44°28′6″N 89°19′6″O / 44.46833, -89.31833. Según la Oficina del Censo de los Estados Unidos, Amherst Junction tiene una superficie total de 3.18 km², de la cual 3.14 km² corresponden a tierra firme y (1.14%) 0.04 km² es agua.

## Demografía
Según el censo de 2010, había 377 personas residiendo en Amherst Junction. La densidad de población era de 118,73 hab./km². De los 377 habitantes, Amherst Junction estaba compuesto por el 100% blancos, el 0% eran afroamericanos, el 0% eran amerindios, el 0% eran asiáticos, el 0% eran isleños del Pacífico, el 0% eran de otras razas y el 0% pertenecían a dos o más razas. Del total de la población el 0.53% eran hispanos o latinos de cualquier raza.